# Virginia Galdos del Carpio
Juana María Virginia Galdos del Carpio (Arequipa, 28 de marzo de 1938-Lima, 23 de mayo de 2012) psicóloga, docente y activista peruana. Reconocida por fundar y dirigir la Institución SERCOFE, Servicio a la Comunidad - Femenino, una institución vigente, dedicada a promover el desarrollo y rol de la mujer en la sociedad.

## Biografía
Virginia Galdos del Carpio nació en Arequipa, Perú el 28 de marzo de 1938, en el seno de una familia tradicional, sus padres fueron Felicita del Carpio Bedregal y Ángel Guillermo Galdos Tudela. Séptima entre nueve hijos, quedó huérfana de madre a los cinco años, creció  al cuidado de su padre, su tía y su abuela materna que le inculcaron desde niña el valor del estudio, la superación y el trabajo. En el desarrollo de su vida destacaron su rendimiento académico, su vocación por la docencia, su pasión por la escritura y especialmente su interés y trabajo incansable por el desarrollo intelectual y personal de la mujer, esfuerzo que le valió numerosos reconocimientos en vida y póstumos. 

## Ámbito académico
Cursó estudios superiores en el Instituto Comercial Santa María. Su rendimiento académico le dio ingreso al cuadro de honor de la institución, tras lo cual fue becada para estudiar Contabilidad; posteriormente ingresó a la Universidad Católica de Santa María de Arequipa, especialidad de Ciencias de la Comunicación Social, graduándose seguidamente como Relacionista Pública e Industrial con felicitación pública por su tesis sustentada, como consta en los anales de la Universidad. En el mismo programa optó por el título de Periodista. Más adelante siguió estudios de Psicología y luego obtuvo un Doctorado en Educación. Transcurridos unos años inicia como autodidacta estudios de computación e informática que luego complementó con estudios de Computación Avanzada en la Sociedad Nacional de Informática.  

## Ámbito laboral
Trabajó como docente de educación secundaria y superior en la Universidad Católica de Santa María en la facultad de Ciencias Sociales y Humanidades, siendo su especialidad la psicología de grupos. 
Destacó como oradora y expositora de cursos de Relaciones Públicas, Dinámicas de Grupo y Desarrollo Personal.                                          
Dictó Oratoria y Dinámica en la Escuela de Dirigentes Seglares. 
Por su experiencia en la docencia, pudo observar la problemática que afrontaba la mujer en el Perú y su histórica postergación y dependencia. Ante el análisis de esta problemática, propuso alternativas que permitirían a la mujer trabajar en su propio desarrollo y prepararse para reformular su rol dentro del contexto familiar, comunal y social. 
Con este objetivo se incorporó en las instituciones Acción Católica, Movimiento de Integración Cristiana (MIC), Movimiento Familiar Cristiano entre otras, donde fue socia activa destacando por su vocación formadora en pro del desarrollo personal e intelectual, especialmente de la mujer. Más adelante con la visión de crecer en ese ideal funda la institución Sercofe cuya organización y  actividades se dividen en dos principales áreas: Escuela para la  formación y el desarrollo personal y Proyección Social orientada al servicio de la comunidad.
Como periodista ejerció su profesión en los diarios Correo y El Pueblo de la ciudad de Arequipa, ganando el reconocimiento público por su colaboración en este último gracias a su pluma en "Dialogando Entre Nosotras". Así mismo, colaboró con algunos artículos enviados al Diario El Comercio de Lima, en cuanto a sus publicaciones fue directora de la Revista de Educación Técnica difundida en el sur del Perú.

## Ámbito activista
Virginia Galdos del Carpio consideró que la mujer debe ser reactiva ante el contexto de desigualdad al que pertenece, ya que éste limita e impide su desarrollo personal. Ella propuso que la mujer debe convertirse en agente directo de su propia superación; así como buscar el desarrollo y promoción de todas las mujeres en las distintas áreas y sectores sociales.
Sostuvo que la mujer debe formarse y prepararse académica y culturalmente tanto como el resto de la sociedad, demostrar seguridad en el ejercicio de su autoridad y en la expresión de sus opiniones y contar con el reconocimiento que la haga acreedora de un ingreso económico justo e igualitario.
En Arequipa, el 7 de septiembre de 1970, Virginia Galdos del Carpio fundó la institución "Servicio a la Comunidad Femenino" SERCOFE, con el representativo lema «Trabajamos Juntas por un Mundo Mejor». Institución que divide sus actividades en Escuela para la capacitación de las socias y Asociación para que sus damas realicen un trabajo de proyección social más eficaz, es así como eta institución particular sin fines de lucro se basa dos pilares que la hacen única.
Fijó su residencia en Lima, distrito de Distrito de San Borja en 1974, año en el que toma el cargo de directora general de SERCOFE-PERU. Reúne a damas limeñas y arequipeñas residentes en la capital afines a los postulados de la Institución y funda SERCOFE-LIMA. Poco tiempo después, con grupos de damas con el mismo ideal realiza fundaciones en diferentes departamentos del Perú; así es como SERCOFE se extiende a:  Cusco, Huánuco, Tacna, Trujillo, Chiclayo Chimbote Puno Moquegua e Iquitos. A su vez, funda SERCOFE-Juvenil en Lima. Hasta la fecha han sido creadas 21 sedes de SERCOFE a lo largo del Perú, con cientos de mujeres integradas a esta Institución y con proyección futura a la creación de otras filiales.

## Distinciones y Reconocimientos

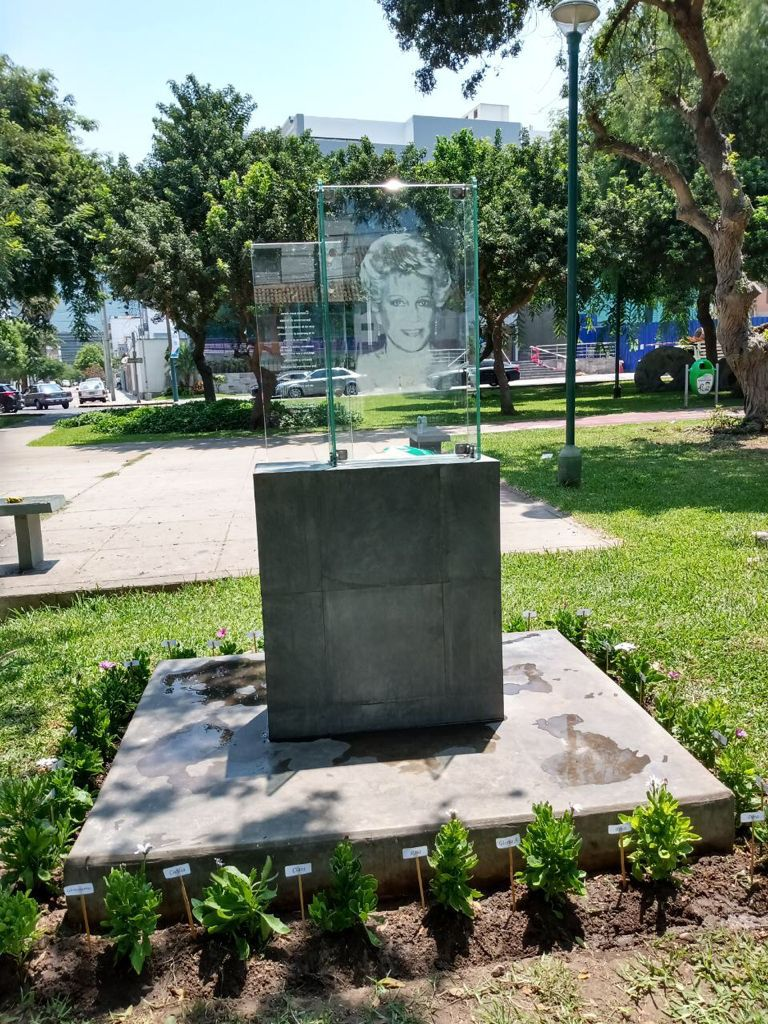
Monumento a Virginia Galdos Del Carpio, Av San Borja Norte, cuadra 5 Lima, Perú.

- 1972, Nombrada Hija Predilecta de la Ciudad de Arequipa - Municipalidad de Arequipa.
- 2000, Municipalidad de Trujillo la declaró Visitante Distinguida de la ciudad de Trujillo[11] con Res.Alc.# 1506-2000 MPT
- 2009, Huésped Ilustre de la Ciudad de Chimbote[12] con Res.Alc.#0209 -2009
- 2004, Reconocimiento del Instituto Nacional de Cultura de Arequipa. Septiembre 2004
- 2004, Reconocimiento de la Municipalidad Provincial de Arequipa. Septiembre 2004
- 2014, Placa Recordatoria Municipalidad de San Borja Archivado el 5 de mayo de 2021 en Wayback Machine. se develó la placa recordatoria el 7 de septiembre de 2014 (monumento en la berma central AV. San Borja Norte Cdra. 5 Lima) [13]
- 2021, Reconocimiento Póstumo por el Foro Internacional por una Literatura y Cultura de Paz -IFLAC[14] 16 Febrero 2021